# Baie du Géographe
Pour les articles homonymes, voir Géographe (homonymie).
La baie du Géographe (Geographe Bay en anglais) est une vaste baie australienne située dans le sud-ouest de l'Australie-Occidentale. Terminée par le cap Naturaliste à l'ouest, elle a été nommée à la même époque que lui par l'expédition vers les Terres australes du Français Nicolas Baudin en l'honneur de l'un des deux navires utilisés dans le cadre de ce voyage d'exploration scientifique, la corvette Le Géographe.